# Estonska umjetnost
Estonska umjetnost je umjetnost s prostora današnje Republike Estonije i naroda Estonaca od srednjeg vijeka do danas.

## Srednji vijek
Pojavom estonske države u 13. stoljeću Estonci spajaju tradicionalne pučke oblike sa zapadnim utjecajima s danskih i njemačkih prostora. U doba prihvaćanja kršćanstva početkom 13. st. podižu se jednostavne crkve i dvorci romaničkog, a od 14. do 16. stoljeća gotičkog stila. Tallinn postaje značajno trgovačko središte u kojemu se grade mnoge crkve (prvostolnica sv. Marije, sv. Olav i dr.) i javni objekti (grad, vijećnica, palače).
Najstarije skulpture potječu iz istog razdoblja i uglavnom su to kipovi s portala crkava i raspeća. Kroz 15. i 16. stoljeće najčešće nastaju izrezbareni gotički oltari.

## Renesansa i Barok
Od 16. do 18. stoljeća izmjenjuju se utjecaji nizozemske renesanse, danskog baroka i ruske umjetnosti. Renesansa se najčešće javlja na memorijalnoj i spomeničkoj plastici, a barok u štuko ukrasima na propovjedaonicama, oltarima i palačama. 

## 19. stoljeće
Tijekom prve polovice 19. stoljeća u arhitekturi prevladava neoklasicizam, a u drugoj polovici historicizam. 
Početak slikarstva u Estoniji započinje utemeljenjem crtačke škole u Tartuu (1830.) na poticaj klasicističkih slikara K. A. Senffa i A. M. Hagena. Poslije slikari slijede romantizam i bidermajer, a među najznačajnije slikare iz tog doba spadaju G. A. Hippius i G. von Kügelgen.

## 20. stoljeće
Početkom 20. stoljeća nastaju građevine u nacionalnom stilu koje su većinom radili finski, a potom i domaći arhitekti. Slikari se školuju u europskim središtima (Ants Laikmaa i Kristjan Raud), a po povratku rade u nacionalno-romantičarskom duhu portrete, krajolike i povijesne kompozicije. Od 1910. do kasnih 1930-ih estonski slikari i kipari slijede suvremene europske pravce: portrete radi N. Triik, K. Mägi slika u duhu ekspresionizma, dok postimpresionistički slikaju A. Johani i K. Liimand. 
Estonski muzej umjetnosti je osnovan 17. studenog 1919. god., ali sve do 1921. god. bio je u iznajmljenim prostorijama i tada je njegova kolekcija smještena u Palaču Kadriorg iz 18. stoljeća. God. 1929. palača je oduzeta muzeju kako bi se obnovila rezidencija estonskog predsjednika Konstantina Pätsa. 
Oko 1920-ih u arhitekturi prevladava tradicionalizam, neoklasicizam i art nouveau, dok od 1930-ih prevladava funkcionalizam. Nakon Drugog svjetskog rata u duhu internacionalnog stila grade estonski arhitekti (A. Kotli, V. Pormeister).
Od 1914. god. djeluje i Estonsko Društvo Umjetnika u Tallinnu koje se od 1924. god. zove Estonsko Industrijsko-umjetnička Škola, da bi od 1944. god. postalo Državnim Institutom za Primijenjenu Umjetnost, i naposljetku Estonskom Umjetničkom Akademijom (Eesti Kunstiakadeemia).
U vrijeme sovjetske okupacije u umjetnosti prevladava soc-realizam. Liberalizacijom od 1970-ih estonski umjetnici slijede suvremene avangardne smjerove. T. Rein i P. Jänes i dr., slijede suvremene arhitektonske izričaje, a u slikarstvu su sve prisutnija avangardna stremljenja (P. Mudist, J. Palm, L. Sarapuu, J. Arro i dr.).